# Feliks Netz
Feliks Netz (pseudonimy i kryptonimy: (ef), Efen, EFEN, F.N. (fen), Fen, FEN (FEN), (FN); ur. 26 grudnia 1939 w Kretkach Dużych, zm. 12 kwietnia 2015 w Katowicach) – polski poeta, prozaik, dramaturg radiowy, tłumacz, krytyk literacki i filmowy, publicysta.

## Życiorys
Urodził się 26 grudnia 1939 r. w Kretkach koło Brodnicy (obecnie województwo kujawsko-pomorskie), w rodzinie robotniczej; syn Emila Netza i Heleny z domu Kamińskiej. W 1946 wyjechał do Lubania (dolnośląskie), gdzie mieszkał z rodzicami do marca 1955. Od tego roku mieszka w Katowicach. Tu zdał maturę w Liceum im. Wilhelma Piecka. Po rocznej pracy w kopalni „Katowice” rozpoczął studia polonistyczne w Wyższej Szkole Pedagogicznej w Katowicach zakończone absolutorium. Dwa lata później uzyskał magisterium w nowo powstałym Uniwersytecie Śląskim (dyplom numer 22). Był już wówczas od trzech lat etatowym pracownikiem Redakcji Audycji Literackich w Polskim Radiu w Katowicach. W roku 1968 przyjęty do Związku Literatów Polskich, został członkiem Stowarzyszenia Dziennikarzy Polskich, a także Polskiej Zjednoczonej Partii Robotniczej. Z tych wszystkich organizacji wystąpił na początku stanu wojennego. Potem należał jedynie do Górnośląskiego Towarzystwa Literackiego (od 1993).
Był członkiem Śląskiego Społecznego Komitetu Poparcia Jarosława Kaczyńskiego w wyborach prezydenckich w 2010.

## Działalność twórcza
Debiutował w „Faktach i myślach“  w 1961 roku. Od roku 1971 do końca 1981 związany z katowickim tygodnikiem „Panorama”, gdzie pełnił funkcję kierownika działu kulturalnego, a w ostatnim – „solidarnościowym” – roku 1981 redaktora naczelnego. Współpracował z Kazimierzem Kutzem w Zespole Filmowym „Silesia” od momentu jego powołania (1972) do połowy lat siedemdziesiątych jako kierownik literacki.
Niezweryfikowany w stanie wojennym, podjął pracę jako nauczyciel języka węgierskiego w katowickim X Liceum Ogólnokształcącym, z którym związany był przez trzy lata. Na zaproszenie Wilhelma Szewczyka współredagował dwutygodnik „Poglądy”, przez pewien czas godząc pracę nauczyciela-hungarysty z pracą w redakcji. Następnie pełnił funkcję kierownika działu literackiego tygodnika „Tak i Nie”. W roku 1990 wrócił do Polskiego Radia w Katowicach, gdzie pracował do czasu przejścia na emeryturę. Od 1995 roku współredagował miesięcznik społeczno-kulturalny „Śląsk”, gdzie był zastępcą redaktora naczelnego. Znawca, komentator i tłumacz dzieł Sandora Maraiego.

## Miejsce spoczynku
16 kwietnia 2015 został pochowany na cmentarzu przy ul. Francuskiej w Katowicach. Uroczystościom pogrzebowym przewodniczył abp Damian Zimoń.

## Nagrody i odznaczenia
Otrzymał nagrodę Peleryny za tom Związek zgody. Laureat Nagrody Prezydenta Katowic (1993). Odznaczony m.in. Złotym Krzyżem Zasługi (1994), Brązowym Medalem „Zasłużony Kulturze Gloria Artis” (2005), Nagrodą Artystyczną Marszałka Województwa Śląskiego (2012). W 1997 został Honorowym Obywatelem Lubania, w którym spędził kilka lat życia (1947-1955).

## Upamiętnienie
16 października 2018 roku plac koło Ratusza Miejskiego w Lubaniu otrzymał imię Feliksa Netza na podstawie uchwały Rada Miasta Lubań z dnia 26 czerwca 2018 roku. Na uroczystości odsłonięcia tabliczki z nazwą placu oraz tablicy pamiątkowej była obecna wdowa po pisarzu, Beata Netz.

## Utwory
Poezja, proza, esej
- Związek zgody (Wydawnictwo „Śląsk”, Katowice 1968) – debiut prozatorski[2]
- Sto dni odpustu (Wydawnictwo „Śląsk”, Katowice 1968)
- Z wilczych dołów (Wydawnictwo „Śląsk”, Katowice 1973)
- Skok pod poprzeczką (Wydawnictwo Śląsk, Katowice 1977)
- Biała gorączka (Wydawnictwo „Śląsk”, Katowice 1980)
- Wir (Wydawnictwo „Śląsk”, Katowice 1985)
- Urodzony w Święto Zmarłych (Wydawnictwo „Śląsk”, Katowice 1995)
- Wielki zamęt. Felietony radiowe z lat 1990–1995 (Agencja Wydawnicza Radia Katowice, Katowice 1995)
- Róg Ligonia i Królowej Jadwigi. (Radio Katowice 1927-1997) (Agencja Wydawnicza Radia Katowice, Katowice 1997)
- Dysharmonia caelestis – nominacja do Nagrody Literackiej Nike 2005[9]
- Cierpienia młodego Ż. (Biblioteka Śląska, Katowice 2000)
- Poza kadrem. Teksty o filmach (Wydawnictwo Mamiko, Nowa Ruda 2006)
- Ćwiczenia z wygnania (Instytut Mikołowski, Mikołów 2008)
- Trzy dni nieśmiertelności (Instytut Mikołowski, Mikołów 2009)
- Krzyk sowy – nagroda Orfeusz Honorowy przyznana pośmiertnie w 2015[10]

Słuchowiska radiowe
- Mały traktat dla dorosłych Słuchowisko napisane w 1966
- Złota reneta Słuchowisko napisane w 1970 r. Nagroda w konkursie na słuchowisko radiowe. IV Wiosna Opolska 1970
- Michał Słuchowisko napisane w 1971
- Mistrz świata „Teatr Polskiego Radia” 1973 nr 2, s. 49–68. Słuchowisko napisane w 1972
- Powtórka z życiorysu Słuchowisko napisane w 1973 r. Nagroda Naczelnej Redakcji Programów Polskiego Radia. VII Wiosna Opolska 1973
- Karta powołania Słuchowisko napisane w 1975 r. Jedna z trzech równorzędnych nagród w konkursie zamkniętym Programu III Polskiego Radia
- Biała gorączka „Teatr Polskiego Radia” 1977 nr 1, s. 54–66. Słuchowisko napisane w 1976
- Carobójcy Słuchowisko napisane w 1990
- Urodzony w Święto Zmarłych Słuchowisko napisane w 2007
- Łowca komarów Słuchowisko napisane w 1995
- Pokój z widokiem na wojnę polsko-jaruzelską Słuchowisko napisane w 2007. Nagroda Krajowej Rady Radiofonii i Telewizji 2007. Nagroda Festiwalu Dwa Teatry, Sopot 2007. Wyróżnienie w międzynarodowym konkursie PRIX ITALIA 2006
- Zegarek Słuchowisko napisane w 2008. II Nagroda w konkursie Polskiego Radia i Stowarzyszenia Autorów Zaiks 2008.

Przekłady
- Tibor Déry: Anatema, Wydawnictwo Literackie, Kraków 1982. Powieść. Przekład z języka węgierskiego.
- Endre Illés: Taniec motyla i inne eseje. Wybór E. Bojtár. Wydawnictwo Literackie, Kraków 1986.Eseje.Przekład z języka węgierskiego.
- Gyorgy Moldova: Ciemny anioł. Wydawnictwo Literackie, Kraków 1987. Powieść. Przekład z języka węgierskiego.
- Tim Sebastian, Cień szpiega. Almapres-Czeladź, Czeladź 1990. Powieść. Przekład z języka angielskiego. Współautorstwo przekładu: Barbara Flisiuk, Barbara Korzon.
- István Kovács: Księżyc twojej nieobecności. Wybór i posłowie Bohdan Zadura. Wydawnictwo Literackie, Kraków 1991. Wiersze. Przekład z języka węgierskiego. Tłumacze różni.
- John Jakes: Miłość i wojna, T. 2. Krajowa Agencja Wydawnicza, Katowice 1992. Powieść. Przekład z języka angielskiego.
- Josif Brodski: Dwadzieścia sonetów do Marii Stuart. Posłowie Piotr Fast. Wydawnictwo „Śląsk”, Katowice 1993. Wiersze. Przekład z języka rosyjskiego.
- Aleksander Puszkin: Eugeniusz Oniegin. Romans wierszem. Śląski Fundusz Literacki, Katowice 1993. Poemat. Przekład z języka rosyjskiego.
- Kurt Drawert: Wzór wewnętrzny. Wiersze. / Innenmuster. Gedichte. Wybór i posłowie G. Kurpanik-Malinowska. Wydawnictwo „Śląsk”, Katowice 1994. Wiersze. Przekład z języka niemieckiego.
- Gordon MacDonald: Najlepsze miejsce pod słońcem, czyli o właściwym czasie i miejscu do budowania charakteru dziecka. Vocatio, Warszawa 1994. Przekład z języka angielskiego.
- Robert Schneider: Brat snu. Videograf II, Katowice 1996. Powieść. Przekład z języka niemieckiego. Współautorstwo przekładu: Gizela Kurpanik-Malinowska.
- Alexander Walker: Audrey Hepburn. Videograf II, Katowice 1996. Esej. Przekład z języka angielskiego.
- Béla Balazs: Zamek księcia Sinobrodego. Libretto opery Béli Bartóka. Przekład z języka węgierskiego. Premiera: Warszawa, Teatr Wielki-Opera Narodowa, 16 kwietnia 1999.
- Sándor Márai: Żar. „Czytelnik”, Warszawa 2000. Powieść. Przekład z języka węgierskiego. Wznowienia: tamże 2006, 2008, 2009,2015
- Sándor Márai: Komora celna. „Dialog” 2002 nr 7, s. 73–87. Dramat. Przekład z języka węgierskiego. Premiera: Szczecin, Teatr Krypta, 16 kwietnia 2005. Adaptacja i reżyseria: A. Buszko, P. Ratajczak.
- György Gömöri: Dylemat królika doświadczalnego. Wybór wierszy. Wybrał … Biblioteka Śląska, Katowice 2003. Wiersze. Przekład z języka węgierskiego.
- Sándor Márai: Księga ziół. „Czytelnik”, Warszawa 2003. Proza. Przekład z języka węgierskiego. Wznowienia: tamże 2006, 2008, 2009.
- Sándor Márai: Występ gościnny w Bolzano. „Czytelnik”, Warszawa 2005. Powieść. Przekład z języka węgierskiego.
- Sándor Márai: Krew świętego Januarego. „Czytelnik”, Warszawa 2006. Powieść. Przekład z języka węgierskiego. Wznowienia: tamże 2007.
- Sándor Márai: Pierwsza miłość. „Czytelnik”, Warszawa 2007. Powieść. Przekład z języka węgierskiego.
- Sándor Márai: Dziedzictwo Estery. „Czytelnik”, Warszawa 2008. Powieść. Przekład z języka węgierskiego.
- Sándor Márai: Wyspa. „Czytelnik” Warszawa 2009. Powieść. Przekład z języka węgierskiego.
- Sándor Márai: Niebo i Ziemia. „Czytelnik” Warszawa 2011.
- Sándor Márai: Cztery pory roku. „Czytelnik” Warszawa 2015
- Mikołaj Gogol: Wybrane fragmenty korespondencji z przyjaciółmi. Wydawnictwo Sic! Warszawa 2015 s. 306 Wstęp przekład i przypisy Feliks Netz